# Girolamo Appiani d'Aragona
Girolamo Appiani d'Aragona (Piombino, 1485 – Piacenza, 7 febbraio 1559) è stato un nobile e militare italiano.

## Biografia
Era figlio di Jacopo IV Appiano, signore di Piombino, conte del Sacro Romano Impero, e dal 1509 Principe del Sacro Romano Impero, e di Vittoria Todeschini Piccolomini d'Aragona dei duchi di Amalfi.
Fu dal 1519 signore di Vignale e Abbadia del Fango e fino al 1544 signore con diritti feudali sulle miniere dell'Isola d'Elba, il che portò a dargli erroneamente il titolo di Signore dell'Elba. 
Capitano delle armate della Repubblica di Firenze dal 1527 al 1529 e delle armate del Re di Spagna nel 1530, fu Luogotenente Governatore dello Stato di Piombino nel 1557 in nome del pronipote Jacopo VI. Da lui derivano gli Appiani di Piacenza e gli Appiani del Piemonte.

## Discendenza
Girolamo si sposò tre volte:
- nel 1506 con Camilla Fregoso (1459-1521),[1] figlia di Francesco Fregoso, di nobile famiglia genovese;
- nel 1523 con Caterina Torelli (1504-1544),[1] figlia di Cristoforo, signore sovrano e conte di Montechiarugolo;
- nel 1546 con Antonia Sforza (1525-1587),[1] figlia di Alessandro Sforza, conte di Borgonovo Val Tidone.

Ebbe questi figli:
- Porzia (Piacenza 1537-?), sposò Ottaviano Landi, Conte di Rivalta;
- Flavia (Piacenza 1539-?), sposò Antonio Maria Terzi, Conte di Sissa e Belvedere;
- Giambattista (1550-1603), fu creato Conte del Sacro Romano Impero, e fu patrizio di Piacenza; sposò Eleonora Malvicini Fontana (?-1611), figlia di Annibale Malvicini Fontana, marchese di Vicobarone;
- Vittoria, sposò Alberto Scotti;
- Lucrezia, sposò Agostino Paveri.

## Ascendenza
|                                           |                             |                          | Genitori             |  |  | Nonni |  |  | Bisnonni         |  |  | Trisnonni        |  |
|                                           |                             |                          |                      |  |  |       |  |  | Emanuele Appiano |  |  | Jacopo I Appiano |  |
|                                           |                             |                          |                      |  |  |       |  |  | Emanuele Appiano |  |  | Jacopo I Appiano |  |
|                                           |                             | Polissena Pannocchieschi |                      |  |  |       |  |  | Emanuele Appiano |  |  |                  |  |
| Jacopo III Appiano                        |                             |                          |                      |  |  |       |  |  | Emanuele Appiano |  |  |                  |  |
|                                           |                             | Colia di Alfonso V       | Alfonso V d'Aragona  |  |  |       |  |  |                  |  |  |                  |  |
|                                           |                             | Colia di Alfonso V       | Alfonso V d'Aragona  |  |  |       |  |  |                  |  |  |                  |  |
|                                           |                             | Colia di Alfonso V       | Ippolita             |  |  |       |  |  |                  |  |  |                  |  |
| Jacopo IV Appiano                         |                             | Colia di Alfonso V       |                      |  |  |       |  |  |                  |  |  |                  |  |
|                                           |                             | Giano Fregoso            | Bartolomeo Fregoso   |  |  |       |  |  |                  |  |  |                  |  |
|                                           |                             | Giano Fregoso            | Bartolomeo Fregoso   |  |  |       |  |  |                  |  |  |                  |  |
|                                           |                             | Giano Fregoso            | Caterina Ordelaffi   |  |  |       |  |  |                  |  |  |                  |  |
| Battistina Fregoso                        |                             | Giano Fregoso            |                      |  |  |       |  |  |                  |  |  |                  |  |
|                                           |                             | Violante Gentile         | Francesco Gentile    |  |  |       |  |  |                  |  |  |                  |  |
|                                           |                             | Violante Gentile         | Francesco Gentile    |  |  |       |  |  |                  |  |  |                  |  |
|                                           |                             | Violante Gentile         | …                    |  |  |       |  |  |                  |  |  |                  |  |
| Girolamo Appiano                          |                             | Violante Gentile         |                      |  |  |       |  |  |                  |  |  |                  |  |
|                                           | Giovanni "Nanni" Todeschini | …                        |                      |  |  |       |  |  |                  |  |  |                  |  |
|                                           | Giovanni "Nanni" Todeschini | …                        |                      |  |  |       |  |  |                  |  |  |                  |  |
|                                           | Giovanni "Nanni" Todeschini | …                        |                      |  |  |       |  |  |                  |  |  |                  |  |
| Antonio Piccolomini d'Aragona             | Giovanni "Nanni" Todeschini |                          |                      |  |  |       |  |  |                  |  |  |                  |  |
|                                           |                             | Laudomia Piccolomini     | Silvio Piccolomini   |  |  |       |  |  |                  |  |  |                  |  |
|                                           |                             | Laudomia Piccolomini     | Silvio Piccolomini   |  |  |       |  |  |                  |  |  |                  |  |
|                                           |                             | Laudomia Piccolomini     | Vittoria Forteguerri |  |  |       |  |  |                  |  |  |                  |  |
| Vittoria Todeschini Piccolomini d'Aragona |                             | Laudomia Piccolomini     |                      |  |  |       |  |  |                  |  |  |                  |  |
|                                           |                             | Ferdinando I di Napoli   | Alfonso V d'Aragona  |  |  |       |  |  |                  |  |  |                  |  |
|                                           |                             | Ferdinando I di Napoli   | Alfonso V d'Aragona  |  |  |       |  |  |                  |  |  |                  |  |
|                                           |                             | Ferdinando I di Napoli   | Gueraldona Carlino   |  |  |       |  |  |                  |  |  |                  |  |
| Maria d'Aragona                           |                             | Ferdinando I di Napoli   |                      |  |  |       |  |  |                  |  |  |                  |  |
|                                           |                             | Diana Guardato           | …                    |  |  |       |  |  |                  |  |  |                  |  |
|                                           |                             | Diana Guardato           | …                    |  |  |       |  |  |                  |  |  |                  |  |
|                                           |                             | Diana Guardato           | …                    |  |  |       |  |  |                  |  |  |                  |  |
|                                           |                             | Diana Guardato           |                      |  |  |       |  |  |                  |  |  |                  |  |